# Alternattiva Demokratika
Alternattiva Demokratika, "Demokratiska alternativet", är ett grönt parti i Malta, bildat 1989. Det är det tredje största partiet i landet, men sitter varken i det nationella parlamentet eller i Europaparlamentet. Alternattiva Demokratika är medlem i Europeiska gröna partiet (EGP).
Europaparlamentsvalet 2004 var en succé för partiet, med 9,3 % av rösterna, vilket dock inte räckte för att säkra ett av Maltas fem mandat. I valet 2008 till det nationella parlamentet fick partiet bara runt 1,3 % av rösterna.
I Europaparlamentsvalet 2009 gick partiet starkt bakåt, till 2,4 % av rösterna. Samma dag avgjordes de maltesiska lokalvalen, där Alternattiva Demokratika vann ett mandat vardera i Sliema, Attard och Sannat.